# Konrad Wünsche
Konrad Wünsche (* 25. Februar 1928 in Zwickau; † 5. April 2012 in Wensin, Kreis Segeberg) war ein deutscher Lehrer, Erziehungswissenschaftler und Schriftsteller.

## Ausbildung und Familie
Wünsche absolvierte sein Studium an den Universitäten Leipzig, Tübingen und Bonn. 1948 heiratete er die in Leipzig geborene Anna Elsa Böthig. Im Januar 1949 wurde der älteste Sohn Konrad Christoph in Leipzig geboren. Als Flüchtlinge kam die Familie 1950 nach Bad Godesberg. Dort wurden 1951, 1952 und 1955 die Kinder Elisabeth, Maria und Johannes geboren. Der jüngste Sohn, der Drehbuchautor Johannes Wünsche, ist mit der Kölner Schauspielerin und Regisseurin Annette Frier verheiratet.

## Lehrer in Wachtberg-Fritzdorf
1954 wurde ihm vom Regierungspräsidenten in Köln mit einer Postkarte die Stelle an der Schule in Fritzdorf zugewiesen. 1956 übernahm er zudem die Leitung des seit Jahren bestehenden Erwachsenenbildungswerks.
In Fritzdorf schrieb er 1957 seine Staatsarbeit, die er als Tätigkeitsbericht zu seinen Aufgaben in Schule und Dorf sowie über seine pädagogischen Ziele abfasste. Um sich im Dorfleben von Fritzdorf zu integrieren, trat er 1960 als aktives Mitglied dem Männergesangsverein bei. Von 1958 bis 1974 nahm er am Fackelzug zum Martinsfest teil, hielt eine Rede am Martinsfeuer und verloste anschließend im Saal die Gewinne der Tombola.

## Professor in Berlin
Mitte November 1975 wurde er Professor an der Pädagogischen Hochschule Berlin (PH). Kurze Zeit später zog er nach Berlin und lehrte dort als Erziehungswissenschaftler. Im Laufe seiner Lehrtätigkeit wurde die PH in die Technische Universität Berlin integriert und aufgelöst.

## Buchautor
Wünsche hat mehrere Bücher verfasst. Darunter befinden sich zahlreiche Theaterstücke, so das in Fritzdorf geschriebene und 1966 veröffentlichte Jerusalem, Jerusalem. Auch seine pädagogische Abhandlung Die Wirklichkeit des Hauptschülers. Berichte von Kindern der Schweigenden Mehrheit wurde in Fritzdorf bereits geschrieben und 1972 veröffentlicht. Das Buch wurde 1977 neu aufgelegt und um ein Kapitel über seine Erfahrungen in seiner Zeit als Lehrer und Bürger in Fritzdorf erweitert. In seinem Buch Der Volksschullehrer Ludwig Wittgenstein, im Jahr 1985 herausgegeben, kommt zum Ausdruck, dass sein Leben mit dem des Ludwig Wittgenstein zu vergleichen ist. So schreibt er: „Das ergibt freilich Fragen, die ich ebenso auf mich selbst beziehen muss, sobald ich versuchen werde, Wittgensteins Leben nachzuzeichnen. Ich selbst habe, wesentlich bestimmt durch ideologische Gründe, in meinem Leben als junger Mann einmal den Sprung von der Universität in eine mir unbekannte dörfliche Umgebung gemacht, um Lehrer zu sein, und ich musste später den Sprung an die Hochschule zurück tun“. 2007 ist von Konrad Wünsche eine Galerie der Anthropologie unter dem Titel Und du verkennst dich doch! erschienen. Er war Mitglied im PEN-Zentrum Deutschland.

## Werke

### Theaterstücke und Hörspiele
- Über den Gartenzaun. Vor der Klagemauer. Suhrkamp, Frankfurt am Main 1962.
- Schemen entsprechend. Luchterhand, Neuwied 1963.
- Der Unbelehrbare und andere Stücke. Suhrkamp, Frankfurt am Main 1966 (= edition suhrkamp 56).
- Jerusalem, Jerusalem. Suhrkamp, Frankfurt am Main 1966 (= edition suhrkamp 183).
- Gegendemonstration. Luchterhand, Neuwied 1967.
- Dramaturgische Kommandos. Verlag der Autoren, Frankfurt am Main 1970.

### Sachbücher
- Die Wirklichkeit des Hauptschülers. Berichte von Kindern der Schweigenden Mehrheit. Kiepenheuer & Witsch, Köln 1972; erg. A. 1977, ISBN 3-462-01190-1.
- (Hrsg.:) Schulregeln. Lehrerstudenten erkunden Studium und Unterricht. Päd. extra, Bensheim 1980, ISBN 3-921450-89-6.
- Der Volksschullehrer Ludwig Wittgenstein. Mit neuen Dokumenten und Briefen aus den Jahren 1919 bis 1926. Suhrkamp, Frankfurt am Main 1985 (= edition suhrkamp 1299), ISBN 3-518-11299-6.
- Bauhaus. Versuche, das Leben zu ordnen. Wagenbach, Berlin 1989, ISBN 3-8031-5117-1.
- »Und du verkennst dich doch!« Eine Galerie der Anthropologie. Wallstein, Göttingen 2007, ISBN 978-3-8353-0119-1.